# 杜爾加布爾烏帕齊拉 (拉傑沙希縣)
杜爾加布爾是孟加拉國的一個烏帕齊拉，位於拉傑沙希專區的拉傑沙希縣。該烏帕齊拉始建於1909年，後於1984年正式擁有烏帕齊拉地位。

## 人口
據1991年孟加拉國人口普查，杜爾加布爾共有人口137640人，其中男性佔比50.81%，女性49.19%；成年人口（含18歲）71446人。該地7歲以上人口之平均識字率為20.2%。